# Yeranuhi Karakashian
Yeranuhi Karakashian (en armenio: Երանուհի Գարագաշյան; Uskudar, Imperio otomano, 1848-Tiflis, Georgia, 16 de abril de 1924) fue una actriz de origen armenio.

## Biografía
Yeranuhi Karakashian nació en 1848 en Üsküdar, un distrito de Constantinopla situado del lado asiático del Bósforo. Asistió a la escuela elemental. Su primera actuación en teatro fue en 1864 en el Teatro Oriental (Şark Tiyatrosu). Luego fue aceptada en el grupo de teatro de Güllü Agop. Muy rápidamente se convirtió en la actriz principal para todos los papeles femeninos.
Su fama hizo que viajara a través del Cáucaso, donde protagonizó obras como Pepo de Gabriel Sundukian y El Conde de Montecristo. Se casó con Alexander Argoutiantz y se estableció en Tiflis, donde murió el 16 de abril de 1924.